# Eiskunstlauf-Europameisterschaften 1947
Die 39. Eiskunstlauf-Europameisterschaften fanden vom 31. Januar bis 2. Februar 1947 in Davos in der Schweiz statt. Athleten aus Deutschland und Österreich durften aus politischen Gründen nicht teilnehmen. Besonders für den österreichischen Eiskunstlauf war das ein harter Schlag, hätten doch Eva Pawlik und Edi Rada große Medaillenchancen gehabt. Rada, der schon in Davos war (wo er um den 25. Januar Sieger bei den Akademischen Wintersportspielen geworden war), und Pawlik wollten trotzdem anwesend sein, um die Weltklasse bei der Arbeit zu sehen.

## Ergebnisse

### Herren
| Platz | Sportler         | Land                   |
| ----- | ---------------- | ---------------------- |
| 1     | Hans Gerschwiler | Schweiz                |
| 2     | Vladislav Čáp    | Tschechoslowakei       |
| 3     | Fernand Leemans  | Belgien                |
| 4     | Arthur Apfel     | Vereinigtes Königreich |
| 5     | Zdeněk Fikar     | Tschechoslowakei       |
| 6     | Fritz Durst      | Schweiz                |

### Damen
| Platz | Sportlerin            | Land                   |
| ----- | --------------------- | ---------------------- |
| 1     | Barbara Ann Scott     | Kanada                 |
| 2     | Gretchen Merrill      | Vereinigte Staaten     |
| 3     | Daphne Walker         | Vereinigtes Königreich |
| 4     | Jeannette Altwegg     | Vereinigtes Königreich |
| 5     | Jiřina Nekolová       | Tschechoslowakei       |
| 6     | Alena Vrzáňová        | Tschechoslowakei       |
| 7     | Marion Davies         | Vereinigtes Königreich |
| 8     | Maja Hug              | Schweiz                |
| 9     | Bridget Shirley Adams | Vereinigtes Königreich |
| 10    | Jill Linzee           | Vereinigtes Königreich |
| 11    | Dagmar Lerchová       | Tschechoslowakei       |
| 12    | Barbara Wyatt         | Vereinigtes Königreich |
| 13    | Roberta Scholdan      | Vereinigte Staaten     |
| 14    | Ursula Arnold         | Schweiz                |
| 15    | Simone Clinckers      | Belgien                |
| 16    | Patricia Molony       | Australien             |
| 17    | Lotti Höner           | Schweiz                |
| 18    | Gun Hammarin          | Schweden               |
| 19    | Anne-Marie Sjöberg    | Schweden               |
|       | Gun Ericson (Z)       | Schweden               |

- Z = Zurückgezogen

### Paare
| Platz | Sportler                                    | Land                   |
| ----- | ------------------------------------------- | ---------------------- |
| 1     | Micheline Lannoy / Pierre Baugniet          | Belgien                |
| 2     | Winifred Silverthorne / Dennis Silverthorne | Vereinigtes Königreich |
| 3     | Suzanne Diskeuve / Edmond Verbustel         | Belgien                |
| 4     | Denise Fayolle / Guy Pigier                 | Frankreich             |
| 5     | Běla Zachová / Jaroslav Zach                | Tschechoslowakei       |
| 6     | Jennifer Nicks / John Nicks                 | Vereinigtes Königreich |
| 7     | Luny Unold / Hans Kuster                    | Schweiz                |
| 8     | Denise Favart / Jacques Favart              | Frankreich             |
| 9     | Pamela Davis / Ernest Yates                 | Vereinigtes Königreich |
| 10    | Eva Doušová / Jaroslav Sadílek              | Tschechoslowakei       |
| 11    | Kerstin Wikman / Harry Berlin               | Schweden               |